# خانواده پارتریج
خانوادهٔ پارتریج (انگلیسی: The Partridge Family) نام یک مجموعهٔ تلویزیونی کمدی و موزیکالِ آمریکایی است که از سال ۱۹۷۰ تا ۱۹۷۴ میلادی، از شبکهٔ «ای‌بی‌سی» پخش شد.
در این سریال، شرلی جونز در نقش یک مادرِ بیوه‌شده و دیوید کسیدی در نقش پسر ارشد او هنرنمایی می‌کند. این پسر، می‌خواهد «موسیقی» را به عنوان حرفهٔ آینده خود انتخاب کند.
داستان این مجموعه، اقتباسی آزاد از سرگذشتِ زندگیِ «خانوادهٔ کاوسیلز» است: ۵۱–۵۲  که در اواخر دههٔ ۶۰ و اوایل دههٔ ۷۰ میلادی، یک گروه موسیقی مشهور را تشکیل داده بودند.

## نگارخانه

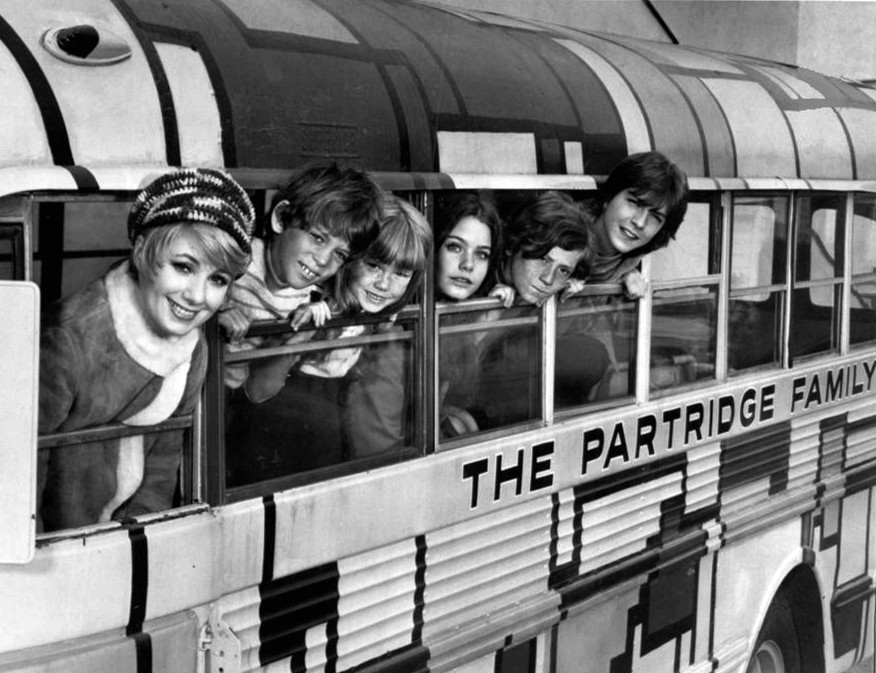
خانوادهٔ پارتریج، فصل اول
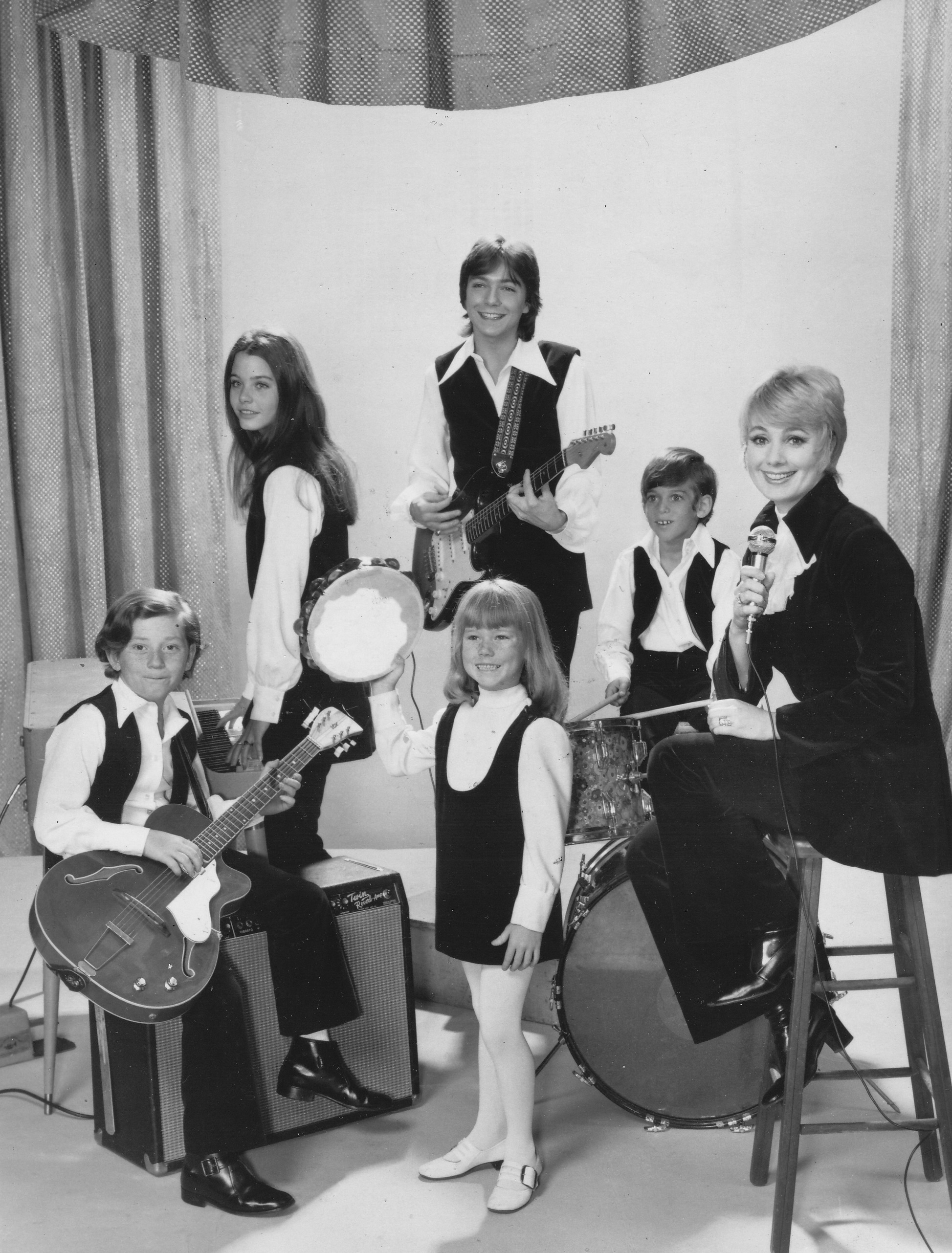
خانوادهٔ پارتریج، فصل اول
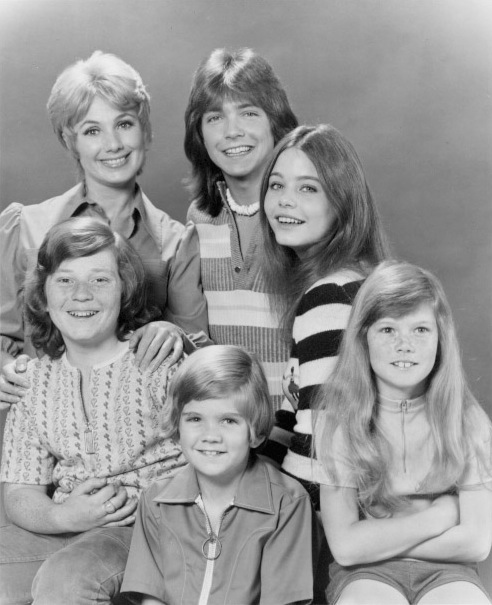
خانوادهٔ پارتریج، فصل سوم
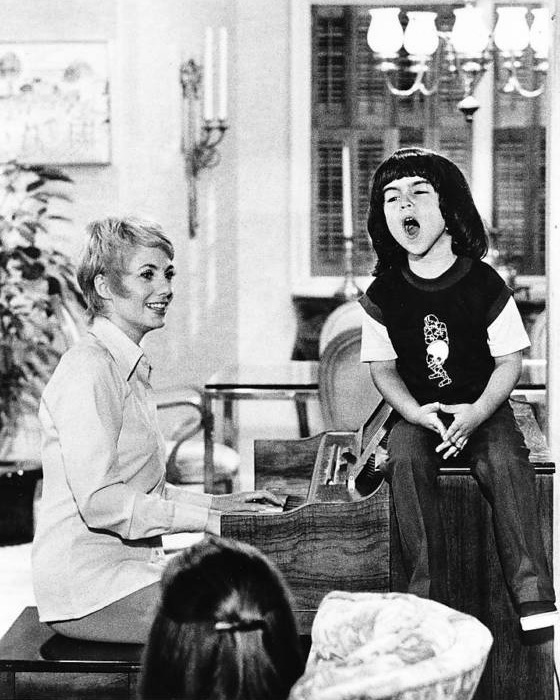
خانوادهٔ پارتریج، فصل چهارم